# غوزلة (سردشت)
غوزلة هي قرية في مقاطعة سردشت، إيران. يقدر عدد سكانها بـ 122 نسمة بحسب إحصاء 2016.